# Billy Goat Tavern
Pour les articles homonymes, voir Billy Goat.
Billy Goat Tavern est une chaîne de tavernes située à Chicago, dans l'État de l'Illinois aux États-Unis. Fondée en 1934 par Billy Sianis, un immigrant grec, la chaîne s'est rendue célèbre principalement à travers les colonnes des journaux Chicago Sun-Times et Chicago Tribune. C'est par cette chaîne de restauration qu'est née la malédiction qui pèse sur l'équipe professionnelle de baseball des Cubs de Chicago.
Il y a plusieurs établissements à Chicago dont un situé au parc d'attractions de la jetée Navy, au Merchandise Mart, à l'aéroport international O'Hare et dans l'ouest du secteur communautaire du Loop. En 2005, la chaîne a ouvert une taverne à Washington, D.C. Cet emplacement est le premier à se trouver en dehors de la ville de Chicago et est destiné à être fréquenté par des politiciens, des lobbyistes et des travailleurs de Washington, D.C originaires de Chicago.

## Histoire

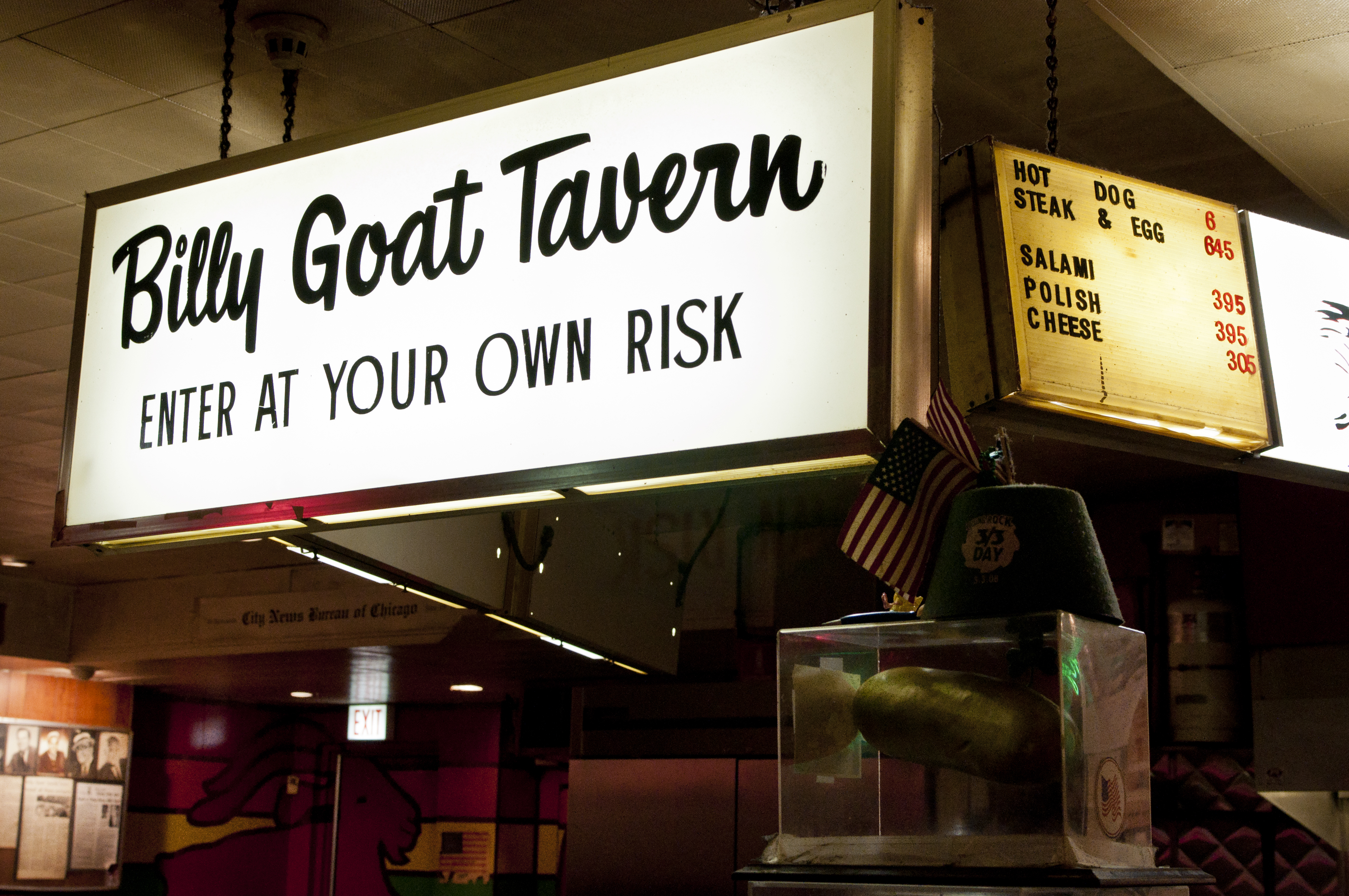
Bar, à l'intérieur d'un restaurant de la chaîne.

La première taverne a été ouverte en 1937 par William "Billy Goat" Sianis lorsque ce dernier a acheté la taverne de Lincoln, près du Chicago Stadium pour 205 $. Lorsque la convention nationale républicaine s'est tenue en ville en 1944, il a affiché une pancarte indiquant «Républicains interdits», ce qui a rempli l'endroit de républicains demandant à être servis. Sianis profita avantageusement de la publicité qui s'ensuivit.
En 1964, il a déménagé à son emplacement actuel sur Michigan Avenue, rendu possible par le réseau des rues de Chicago à plusieurs niveaux. Située entre les bureaux du Chicago Tribune et de l'ancien Chicago Sun-Times Building a conduit au fait que la taverne ait été mentionnée à de nombreuses reprises dans les colonnes de ces célèbres journaux chicagoans, surtout dans celles du journaliste Mike Royko.
Dans les années 1970, Sianis a adressé une pétition au maire de Chicago, Richard J. Daley, pour que celui-ci lui délivre le premier permis d'alcool pour la Lune. Son espoir, selon la lettre qui orne actuellement sur le mur de l'établissement, aurait été de servir au mieux son pays en servant de délicieux cheeseburgers aux astronautes.
La veille du Nouvel An 2005, la taverne a organisé une fête d'adieu au célèbre City News Bureau of Chicago, dont les reporters ont été d'un véritable soutien pendant des décennies. Un petit panneau sur la paroi nord-ouest du bâtiment commémore en faveur de l'agence de presse America's first.

## Malédiction des Cubs de Chicago
La malédiction de Billy Goat est une superstition associée aux Cubs de Chicago, une équipe américaine de la Ligue nationale de baseball.
La malédiction se serait abattue sur les Cubs le 6 octobre 1945, lorsque Billy Sianis, propriétaire de la chaîne de tavernes Billy Goat Tavern, se présenta au Wrigley Field pour assister à un match de Série mondiale en compagnie d'un bouc (billy goat en anglais) domestiquée. L'odeur de l'animal importunant les autres spectateurs, on demanda à Sianis de quitter le stade avec la bête. Furieux, l'homme maudit l'équipe en déclarant « Them Cubs, they aren't gonna win no more » (« Ces Cubs, ils ne gagneront plus jamais »).
Les Cubs perdirent effectivement la série finale de 1945 face aux Tigers de Détroit et n'ont depuis jamais accédé à la Série mondiale, qu'ils ont remportée pour la dernière fois à l'automne 1908. La saison de baseball 2008 marqua donc la 100e année consécutive où la franchise ne remportait pas le championnat des ligues majeures.
En 2003, lors de la Série de championnat de la Ligue nationale de baseball entre Chicago et la Floride, un incident inusité impliquant un jeune spectateur du Wrigley Field, Steve Bartman, priva les Cubs de la victoire qui leur aurait permis d'accéder enfin à la série finale. Bien que la superstition était déjà bien connue des amateurs de baseball chicagolais avant cette époque, les médias parlèrent de la « malédiction de Billy Goat » à plusieurs reprises lors de cette série.